# Englische Pantomime

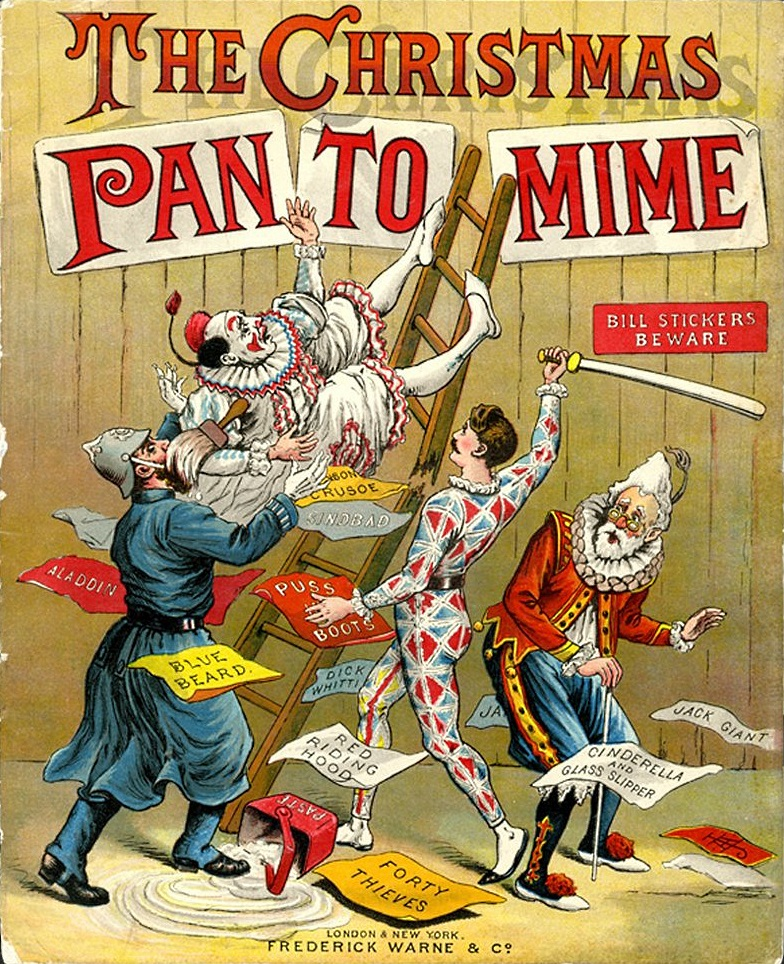
Lithographie, 1890

Die englische Pantomime (englisch pantomime [ˈpæntəmaim]), umgangssprachlich kurz Panto genannt, ist ein Theatergenre, das im 17. Jahrhundert auf den Britischen Inseln entstand und heute auch in einigen anderen, zumeist englischsprachigen Ländern bekannt ist. Es ist eine Art Mischung aus Komödie, Märchen und Musical. Bei den Aufführungen wird gesungen, getanzt, Slapstick aufgeführt, oft von als Frauen verkleideten Männern und umgekehrt, während die Handlung meist einem Volksmärchen oder einer bekannten Sage folgt. Heute werden Pantos in Großbritannien meist im Dezember und Januar aufgeführt und sind damit ein Bestandteil des Brauchtums zu Weihnachten und Neujahr.
Das englische Wort pantomime (die englische Pantomime) ist nicht zu verwechseln mit dem deutschen Wort (die) Pantomime, das üblicherweise eine schauspielerische Darstellung ohne Worte bezeichnet. Sobald in einem deutschen Text klargestellt ist, dass von der englischen Pantomime die Rede ist, kann diese jedoch ebenfalls als Pantomime angesprochen werden.
Die Bezeichnung stammt von altgriechisch παντόμιμος (pantomimos, etwa „der alles spielt“). Im alten Griechenland und Rom gab es Theaterstücke für einen einzelnen Schauspieler. Über mittelalterliche volkstümliche Heldenspiele entwickelten sich im 17. Jahrhundert, unter dem Einfluss von italienischen und französischen Schauspielertruppen der Commedia dell’arte die bis heute vor allem vor Weihnachten gepflegte britische Tradition.
Englische Pantomimen richten sich an alle Altersgruppen. Sie enthalten Umgangs- und Jugendsprache, komplizierte Wortspiele und sexuelle Andeutungen für Erwachsene. Häufig besuchen ganze Familien eine Panto. Die Bühnenbilder sind sehr farbenfroh und dekorativ. Ein bunt gekleideter Erzähler (genannt Buttons) führt durch die Handlung. Er kommentiert, beteiligt sich aber auch auf der Seite der Guten am Geschehen und versucht, das Publikum miteinzubeziehen. Auch die anderen Figuren können die vierte Wand brechen. Das Publikum engagiert sich ebenfalls, z. B. rufen sie „Buh“, wenn böse Charaktere die Bühne betreten, oder „He is behind you!“ („Er ist hinter dir!“), wenn sich eine Figur der anderen von hinten nähert. Die Rollen sind holzschnittartig, einem klaren Gut/Böse-Schema folgend, und werden ähnlich einer Harlekinade übertrieben gespielt. Es gibt Tier- und Feenrollen und einen Chor, der auch tanzen kann. Traditionell betreten die „Guten“ die Bühne von rechts, die Schurken treten von links auf. Slapstick kommt beispielsweise als Tortenschlacht vor.